# Le Loup-garou de Paris (roman)
Pour les articles homonymes, voir Le Loup-garou de Paris.

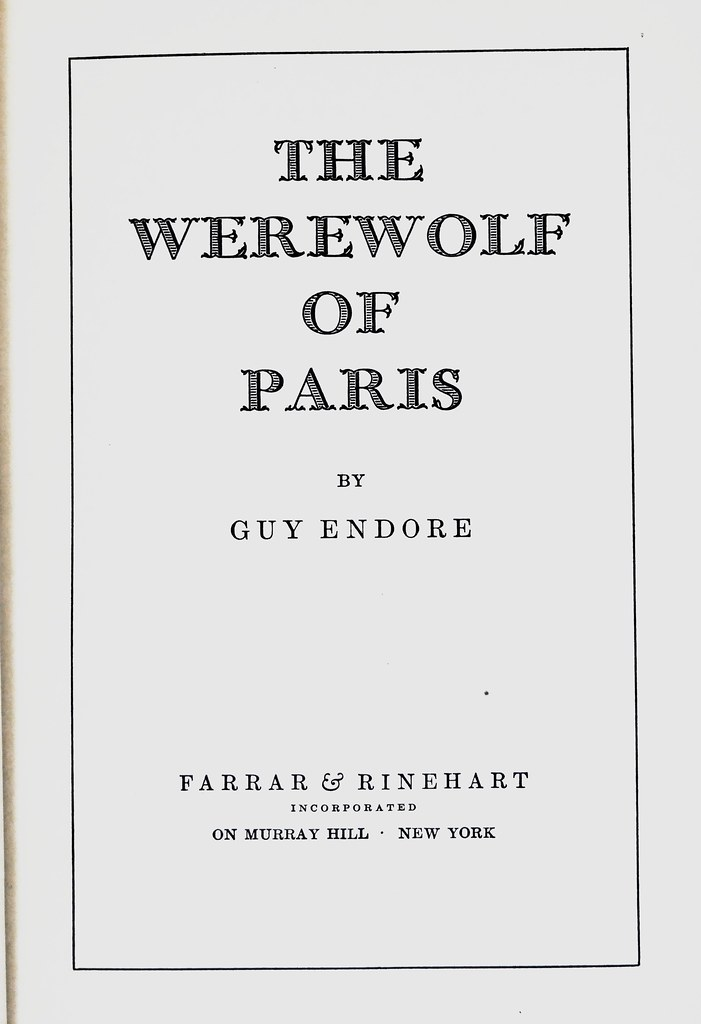
Il s'agit de la page de titre de la première édition du roman de Guy Endore "The Werewolf of Paris", paru en 1933 chez Farrar & Rinehart.

Le Loup-garou de Paris (titre original : The Werewolf of Paris) est un roman fantastique de l'écrivain américain Guy Endore, publié aux États-Unis en 1933. L'intrigue se déroule en France, essentiellement durant le siège de Paris et la Commune. Le personnage principal, Bertrand Caillet, s'inspire vaguement du nécrophile François Bertrand.

## Éditions françaises
- Guy Endore (trad. de l'anglais par Jacques Finné), Le Loup-garou de Paris, Paris, Nouvelles Éditions Oswald, coll. « Néo-plus. Fantastique » (no 10), 1987, 281 p. (ISBN 2-7304-0443-0)
- Guy Endore (trad. de l'anglais par Jacques Finné), Le Loup-garou de Paris, Pantin, Naturellement, coll. « Les introuvables » (no 3), 1987, 462 p. (ISBN 2-910370-20-8)
- Guy Endore (trad. de l'anglais par Jacques Finné, postface Jacques Finné), Le Loup-garou de Paris, Dinan, Terre de Brume, coll. « Terres fantastiques », 2016, 377 p. (ISBN 978-2-84362-589-3)

## Adaptation cinématographique
- La Nuit du loup-garou (The Curse of the Werewolf), film produit par la Hammer et réalisé par Terence Fisher en 1961.